# Fuzz
Fuzz (engl. Fussel, Flaum), auch Fuzzbox genannt, ist ein in der Musikproduktion verwendetes Effektgerät, meist zur Veränderung des Klanges einer E-Gitarre benutzt. Es entsteht ein verzerrter Klang mit vielen Obertönen. Ein Fuzz ist eine Sonderform des Verzerrers.

## Technik
Aus technischer Sicht besteht ein Fuzz im einfachsten Fall aus zwei hintereinander geschalteten Verstärkerstufen. In der Regel sind die Verstärkerstufen mit Transistoren in Emitterschaltung realisiert. Die zweite Stufe wird von der ersten übersteuert, wobei das Signal zu einer angenäherten Rechteckschwingung verformt wird. Neben der Klangfarbe wird auch die Lautstärkekontur des Eingangssignals verändert. Die übersteuerte Verstärkerstufe kann der ursprünglichen Dynamik der angeschlagenen und abklingenden Gitarrensaite nicht folgen (Dynamikkompression). Die Kombination aus Verzerrung und Kompression macht den Klang der E-Gitarre präsent und durchsetzungsfähig. Fuzz wird vor allem in der Rock- und Popmusik häufig eingesetzt.
Fuzz klingt im Vergleich zu einem übersteuerten Gitarrenverstärker mit Elektronenröhren „sägender“ und intensiver.
Ähnliche Kategorien von Effekten werden auch Fuzz zugeordnet, z. B. die Gattung der Octaver, die Fuzz mit teilweiser Gleichrichtung des Signals kombinieren.
Ein typisches Beispiel für den markanten Sound der Transistorverzerrung ist das Lied „(I Can’t Get No) Satisfaction“ von den Rolling Stones. Verschiedentlich wurden und werden Fuzz-Effekte auch zum stärkeren Übersteuern von Verstärkern benutzt, die ohnehin schon in die Sättigung gefahren wurden. Der erste Fuzz-Effekt war das Maestro Fuzz-Tone FZ-1, das 1962 zum ersten Mal angeboten wurde.
Unter Fuzz versteht man auch häufig eine Musikrichtung, die erstmals in den 60er Jahren gespielt worden ist und auch im Garage Rock, der Surfmusik und im frühen Psychedelic Rock zu finden ist.
Jimi Hendrix war ein bekannter Anwender von Fuzz-Effekten.

### Bekannte Fuzzboxes
- Maestro Fuzz Tone FZ-1, der erste Fuzz-Effekt (Rolling Stones in (I Can’t Get No) Satisfaction)
- Mosrite Fuzz-Rite (Iron Butterfly: „In A Gadda Da Vida“)
- Dallas Arbiter Fuzz Face (Jimi Hendrix, David Gilmour, Eric Johnson)
- Vox Tonebender
- Foxx Tone Machine
- MXR Distortion+ (Jerry Garcia, Dylan Carlson)
- Electro-Harmonix Big Muff (King Crimson, David Gilmour (ab 1977), Dinosaur Jr., Tocotronic, Jack White)
- Univox Super-Fuzz (Hillel Slovak)
- Fender Blender (1968–1977, reissue als „Custom“ erhältlich)
- Sam Ash Fuzzz Boxx (Tommy Bolin, Leslie West)